# Столль, Вильгельм Германович
Вильге́льм Ге́рманович Столль (18 февраля 1842, Радзивиллов, Волынская губерния — около 1920 года, ст. Графская под Воронежем) — российский промышленник, предприниматель-новатор, общественный деятель, благотворитель, меценат, спортсмен.

## Биография

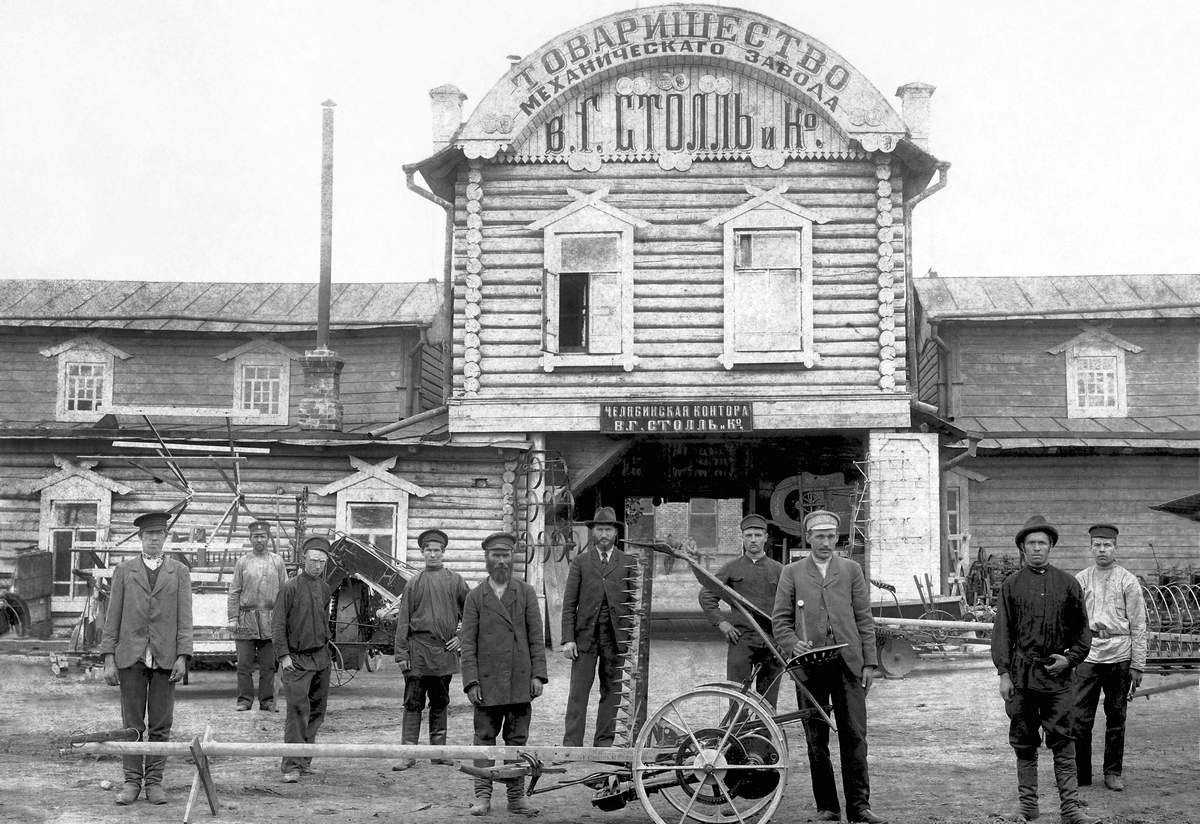
Механический завод «В. Г. Столль и К°». Челябинск

Немец по происхождению. Личный дворянин. С 1844 его родители поселились в Воронеже. Отец Столля, Герман Фридрихович, был главным городским врачом, немало сделавшим для развития здравоохранения в Воронеже. Сестра Вильгельма, Анна, является прабабушкой музыканта М. Л. Ростроповича.
В. Г. Столль получил прекрасное техническое образование. Окончил Воронежскую гимназию, учился на физико-математическом факультете Санкт-Петербургского университета, завершил образование в Берлине. Затем стажировался в Европе.
В 1869 году он открыл мастерскую, постепенно переросшую в крупнейшее на территории Российской империи предприятие по выпуску сельскохозяйственного оборудования, производившее плуги, бороны, соломорезки, гидравлические прессы,  оборудование для мельниц, мукомольные поставы на чугунном постаменте, нефтяные и дизельные двигатели (последние мощностью до 130 лошадиных сил), паровые машины, гидравлические маслобойные прессы и даже оборудование для электростанций и кинематографа. Фабрика постоянно модернизировалась. В 1879 году на фабрике Столля впервые в Воронеже применили паровой двигатель.
В 1883—1891 годы Вильгельм Столль был гласным воронежской городской думы.
В конце XIX века на базе «Товарищества механического завода Столль и Компания» было организовано первое в городе акционерное общество «В. Г. Столль и К°», где он стал совладельцем.
В его состав входили немецкие, шведские, английские, французские и американские компании. В начале 1900 гг. обществу принадлежали кроме воронежского завода большой завод в Челябинске и склады в 80 населённых пунктах. По производительности труда и авторитету в промышленном мире более мощной воронежской фирмы тогда не существовало. Склады с его фирменной сельхозтехникой располагались по всей Российской империи от Варшавы до Владивостока. Его продукция завоёвывала самые престижные награды на международных выставках.
В. Г. Столль был не только успешным фабрикантом, но и активным деятелем на ниве благотворительности. С 1895 года финансировал Воронежское отделение Мариинского попечительства слепых, в 1897 году построил за счёт своих средств глазную лечебницу.
Столль выделял большие средства на содержание «Училища слепых», которое занимало здание, где ныне находится воронежский краеведческий музей.
В конце XIX века В. Г. Столль перебрался с женой в дачное имение на станции Графская.
С этой дачи началась история воронежского детского санатория, действующего и сегодня. Столль отдал под него большую часть своих дачных владений. В главном особняке был открыт приют-училище для слепых девочек, где их обучали музыке, вышиванию и массажу специально приглашённые из столицы педагоги. Эти навыки должны были помочь незрячим адаптироваться в самостоятельной жизни. В приюте царила семейная обстановка. С участием, в качестве актрис, слепых девочек ставились театральные постановки.
Вильгельм Столль также был организатором кружка велосипедистов в Воронеже (1883). Благодаря ему в Воронеже появились первые велосипеды и начали проводиться массовые соревнования среди любителей этого нового по тем временам вида спорта.
Вильгельм Столль скончался около 1920 года, находясь в своём дачном доме в посёлке при станции Графская. Похоронен недалеко от Толшевского Спасо-Преображенского монастыря. Могила не сохранилась.

## Память
В Воронеже проводится Исторический фестиваль имени Вильгельма Столля и вручается премия его имени, которой награждаются воронежцы, реализовавшие благотворительные проекты, а также общественно значимые программы, направленные на внедрение инновационных технологий, создание новых рабочих мест и популяризацию спорта среди населения.
24 мая 2019 года на перекрестке улиц Карла Маркса и Студенческой, неподалёку от места, где располагался завод Столля, был открыт памятник В.Г. Столлю. Автор памятника-курский художник Юрий Киреев. Проект победил в конкурсе, проводившемся в феврале 2019 года.